# Acacia gunnii
Espèce
Acacia gunnii est une espèce de plantes à fleurs de la famille des Fabaceae. Il est communément appelé ploughshare wattle ou dog's tooth wattle. C'est un arbuste ligneux endémique du sud-est de l'Australie, que l'on trouve dans les landes et les forêts sèches,. Acacia gunnii est présent en Australie-Méridionale, Victoria, Tasmanie, Nouvelle-Galles du Sud, Territoire de la capitale australienne, et Queensland,.

## Description
L'"Acacia gunnii" est un arbuste ligneux décombant à érigé pouvant atteindre 1 mètre de haut. Les branches sont térébrées et généralement recouvertes de poils raides,. Les phyllodes vert foncé sont asymétriques, peuvent être sessiles, de forme variable, généralement avec une glande prononcée sur la marge adaxiale près ou en dessous du milieu,. Ces phyllodes épineux de 4 à 15 mm de long et de 1,4 à 4 mm de large semblent glabres ou finement poilus avec une nervure centrale proéminente, parfois l'apex est pointu et piquant,. Les capitules globulaires de couleur crème à jaune pâle apparaissent seuls à l'aisselle des phyllodes de juin à octobre, suivis par des gousses contenant des graines incurvées ou enroulées qui mesurent 40 mm de long et 4 à 5 mm de large,,,.
Les Inflorescences sont simples dans l'axe des phyllodes. Les pédoncules sont poilus, de 4-15 mm de longueur avec une tête globuleuse. On compte de 20 à 30 fleurs, de couleur crème à jaune, et de 5 8mm de diamètre. Les gousses sont plus ou moins droites, mesurant 40 mm de long et 4 à 5 mm de large, brun foncé à noir, et contiennent des graines longitudinales ou obliques. Ces gousses sont charnues à coriaces, glabres et parfois couvertes de poils,.

## Distribution et habitat
Acacia gunnii est très répandu le long de la côte est de l'Australie. On le trouve communément le long de la grande ligne de partage des eaux et des pentes associées, depuis le Parc national des Grampians, Victoria, jusqu'aux environs de Stanthorpe dans le Queensland. On le trouve aussi rarement en Tasmanie. Acacia gunnii est présent sur les pentes rocheuses et parmi les affleurements rocheux dans une forêt ouverte sclérophylle sèche généralement composée d' Eucalyptus olbliqua et d' Eucalyptus baxteri comme espèce dominante,. Il est généralement présent sur des sols limoneux sableux où les précipitations sont de l'ordre de 500 à 1 000 mm par an. Il est plus abondant dans les régions d'habitats rocheux partiellement perturbés et ouverts avec un sous-étage clairsemé, communément le long des chemins et des routes.

## Taxonomie
L'espèce a été décrite formellement pour la première fois par le botaniste anglais George Bentham dans le London Journal of Botany en 1842,.
Le nom correct complet (avec auteur) de ce taxon est Acacia gunnii Benth.
Acacia gunnii a pour synonymes :
- Acacia gunnii var. angustifolia Benth.
- Acacia gunnii var. gunnii
- Acacia gunnii var. hirsutior Benth.
- Acacia vomeriformis A.Cunn.
- Acacia vomeriformis A.Cunn. ex Benth.
- Racosperma gunnii (Benth.) Pedley

### Hybrides avec d'autres espèces
Acacia gunnii aurait été hybridé avec Acacia ulicifolia et Acacia brownii en Nouvelle-Galles du Sud et Victoria, ce qui a donné des spécimens aux phyllodes allongés et à l'angle de glandes très réduit,. Des hybrides possibles avec des phyllodes allongés se trouvent aux mêmes endroits que la forme normale de chaque espèce.